# Aurelia Wyleżyńska
Aurelia Wyleżyńska (auch Aura Wyleżyńska, * 1881 oder  1889 in Ocnița / Podolien, Russisches Kaiserreich; † 3. August 1944 in Warschau) war eine polnische Schriftstellerin und Journalistin.

## Leben

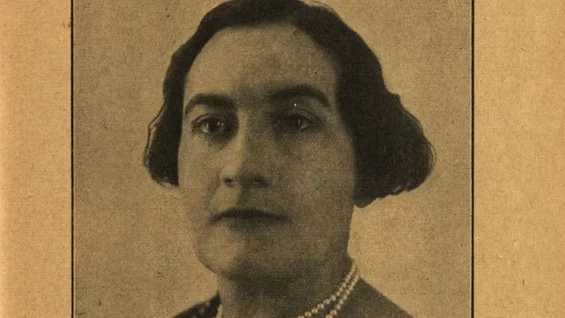
Aurelia Wyleżyńska (1928)

Aurelia Wyleżyńska studierte von 1907 bis 1911 polnische Literatur und Philosophie an der Jagiellonen-Universität in Krakau in Österreich-Ungarn. Während des Ersten Weltkriegs wurde sie als österreichische Staatsbürgerin auf Anordnung der zaristischen Armeeführung im Sommer 1915 nach Saratow deportiert, wo sie den angehenden Schriftsteller, Essayisten und Übersetzer Jan Parandowski kennenlernte und 1918 heiratete. Nach dem Krieg zog das Ehepaar in Parandowskis Heimatstadt Lemberg in Polen. Nachdem 1924 die Ehe geschieden worden war, verließ sie Polen und ging nach Paris, wo sie aktiv am Leben der dortigen polnischen Diaspora teilnahm.
Nach dem Überfall des Deutschen Reichs auf Polen am 1. September 1939 reiste sie aus Salischtschyky, wo sie in einem Künstlerhaus am Dniestr Urlaub machte, nach Warschau, um die nationalsozialistische Besatzung der polnischen Hauptstadt unmittelbar zu beobachten und zu dokumentieren. In ihrer Wohnung in der ulica Lipowa versteckte sie Juden, darunter Offiziere der Polnischen Armee. Außerdem schrieb sie für die Untergrundpresse, schmuggelte Medikamente ins Warschauer Ghetto und arbeitete ab Mitte 1940 als Freiwillige in Warschauer Krankenhäusern. Kurz vor ihrem Tod ordnete sie die Tagebuchnotizen, die heute in der Nationalbibliothek in Warschau und im Zentralarchiv für Moderne Akten aufbewahrt werden.

„Das ist mein Testament. […] Mein Wunsch ist es, dieses Tagebuch zu veröffentlichen. Zu Lebzeiten oder postum.“

Auf Deutsch erschien 2019 ein Auszug aus dem Tagebuch in der Literaturzeitschrift Sinn und Form, »Über nichts schreiben, als was die Augen sehen«. Tagebuch aus dem besetzten Warschau (1939). In der Vorbemerkung dazu kommentiert der Übersetzer Bernhard Hartmann das lange  Fehlen einer (polnischen) Gesamtedition und einer verlässlichen Textfassung einerseits mit dem schwierigen Zustand der Manuskripte, aber auch mit der Person und Haltung Aurelia Wyleżyńskas, „die sich ideologisch und geschichtspolitisch nicht vereinnehmen läßt“.
Aurelia Wyleżyńska starb am 3. August 1944 an den Folgen ihrer am Vortag während des Warschauer Aufstands erlittenen Schussverletzung.

## Werke
- Ryszard Berwiński. Studyum (Ryszard Berwiński. Eine Studie). Krakau 1913
- U złotych wrót. Powieść (Am goldenen Tor. Roman). Lemberg 1922
- Maria Leszczyńska na dworze wersalskim (Maria Leszczyńska am Hof von Versailles. Biographie). Posen 1923, 1935
- Niespodzianki. Powieść (Überraschungen. Roman). Lemberg/Warschau 1924
- Ilustrowany przewodnik dla wychodźców we Francji (Illustrierter Führer für Exilanten in Frankreich). Paris 1925
- Jeunes poètes polonais (Junge polnische Dichter). Paris 1926 (französisch; Digitalisat auf Gallica / Französische Nationalbibliothek)
- Księga udręki. Powieść (Buch der Pein. Roman). Warschau 1926
- Czarodziejskie miasto. Opowieść (Die Zauberstadt. Erzählung). Warschau 1928. 
  - Die Zauberstadt, aus dem Polnischen von Halina Simon, Hamburg 2023, ISBN 978-3-9824578-2-6
- L’emigration polonaise en France (Die polnische Emigration in Frankreich). Paris 1928, 1931 (französisch)
- Biała czarodziejka (Die weiße Zauberin. Biographie der Pianistin Maria Kalergis). Warschau 1929
- Serce podzielone na ćwierci. Powieść (Herz geteilt in Viertel. Roman). Warschau 1931
- W mieście świata polskie ścieżki (Polnische Wege in der Stadt der Welt). Posen 1931
- Z duszą twoją na ramieniu. Listy z Hiszpanii (Mit deiner Seele auf der Schulter. Briefe aus Spanien). Warschau 1933
- Notatki pamiętnikarskie (Tagebuchnotizen 1939–1944). Unveröffentlichtes Typoskript; Digitalisat auf polona.pl
- Kroniki wojenne (Kriegschroniken), 2 Bde., hg. von Grażyna Pawłak u. Marcin Urynowicz, Warschau 2022. 
  - Über nichts schreiben, als was meine Augen sehen. Tagebuch aus dem besetzten Warschau, Auswahl hg. und aus dem Polnischen übersetzt von Bernhard Hartmann, Berlin 2024, ISBN 978-3-96289-225-8